# Morpholycus apicalis
Morpholycus apicalis is een keversoort uit de familie vuurkevers (Pyrochroidae). De wetenschappelijke naam van de soort is voor het eerst geldig gepubliceerd in 1872 door Macleay.